# Giancarlo Fabrello
Giancarlo Fabrello (Arsiero, 2 gennaio 1926) è un ex calciatore italiano, di ruolo centrocampista.

## Carriera
Giocò in Serie A con il Vicenza nell'immediato dopoguerra.

## Palmarès

### Club

#### Competizioni nazionali
- Serie C: 2

Treviso: 1949-1950
Taranto: 1953-1954